# Lucas Ceballos
Lucas Esteban Ceballos (San Juan, 3 gennaio 1987) è un ex calciatore argentino, di ruolo difensore.

## Caratteristiche tecniche
È un terzino destro.